# Metro v Dauhá
Metro v Dauhá je páteř městské hromadné dopravy ve městě. Jeho vlastníkem je město v Dauhá, hlavní město Kataru. Metro bylo uvedeno do provozu 8. května 2019. V listopadu 2022 mělo funkční tři linky o celkové délce přibližně 76 km a 37 stanic. (Další linky jsou ve výstavbě, nebo plánovány.) Metro v Dauhá je nedílnou součástí větší sítě Qatar Rail, která bude zahrnovat dálkovou železnici pro cestující a náklad, spojující Katar se státy rady perského zálivu. Metro v Dauhá je schopné dosáhnout rychlosti 100 km/h, a vlakové soupravy metra jsou tím jedny z nejrychlejších souprav metra bez strojvedoucího na světě.

## Síť metra
Metro z Dauhá se v roce 2022 skládalo ze tří linek, které se otevírali postupně od roku 2019 do roku 2020, s celkovým dokončením sítě v roce 2026.  Červená, zelená a zlatá linka vybíhají ze zastávky centrum Msheireb, která slouží jako centrálního přestupního uzel. Síť metra po celkovém dokončení bude mít přibližně 100 stanic. Jednotlivé stanice metra jsou pojmenovány historických městech Kataru.
| Linka         | Symbol | Datum otevření     | Délka v km | Počet stanic | Stav         |
| ------------- | ------ | ------------------ | ---------- | ------------ | ------------ |
| Červená linka |        | 10. prosince 2019  | 40         | 18           | Plně funkční |
| Zelená linka  |        | 10. prosince 2019  | 22         | 11           | Plně funkční |
| Zlatá linka   |        | 21. listopadu 2019 | 14         | 11           | Plně funkční |
| Modrá linka   |        | 2027               | 17,5       | 14           | Plánovaná    |
| celkem        | celkem | celkem             | 93         | 54           |              |

## Galerie
- původní logo metra z roku 2018
- stanice metra Al Wakrah
- výstavba metra
- výstavba zelené linky
- Dvě soupravy metra
- zastávka Qatar National Convention Centre